# エレン・マクレイン
エレン・マクレイン（Ellen McLain、1952年12月1日 - ）は、アメリカ合衆国の女性声優、俳優。Valve Corporation発売のゲームソフト『Portal』シリーズに登場するコンピュータのキャラクター「GLaDOS」の声で知られている。夫は声優のジョン・パトリック・ローリー。

## 経歴
テネシー州ナッシュビル出身。ボストンのニューイングランド音楽院で学んだ後、オペラ歌手を志望していたマクレインは、ニューヨークのミュージカル劇場で演技を始める。
1984年、マクレインが主役のマグノリアを演じるミュージカル『ショウボート』のヨーロッパツアーで、当時ミュージシャンとして同行していたローリーがオーケストラピットでバンジョーを演奏する姿に惹かれて交際を開始、当時の二人にはそれぞれ婚約者がいたが、共に別れた後に結婚した。
2004年、Valve Corporationの招きにより、『ハーフライフ2』で初めてゲームの声優を務める。2007年には『Portal』でGLaDOSの声およびエンディング曲『Still Alive』の歌唱を担当、その演技が評価され、D.I.C.E. Awardsの「Outstanding Character Performance」部門で賞を受賞する。また、2011年発売の『Portal 2』でもGLaDOSの声とエンディング曲『Want You Gone』の歌唱を担当し、Spike Video Game AwardsとBehind the Voice Actors Awardsで賞を受賞した。これ以降、マクレインは後述のようにValve Corporationの他の作品や他社作品などにおいても、GLaDOSやその類似キャラクターを数多く演じている。
俳優として映画やドラマにも出演しており、2018年にはショートムービーの『Sarah』で48FILM Festival Awardの「Best Actress」を受賞、以降も複数の賞を受賞している。

## 出演作品

### 声優

#### ゲーム
2004年
- ハーフライフ2（オーバーウォッチ）

2006年
- Half-Life 2: Episode One（オーバーウォッチ）

2007年
- Half-Life 2: Episode Two（オーバーウォッチ）
- Portal（GLaDOS, Aperture Science Sentry Gun, Curiosity Sphere, Intelligence Sphere）
- Team Fortress 2（Announcer）
- Godzilla: Unleashed（Vorticia）

2009年
- Left 4 Dead 2（ウィッチ）

2011年
- Portal 2（GLaDOS, タレット, Caroline）
- Killing Floor（Anger Core）
- Defense Grid: The Awakening（GLaDOS） - DLC「You Monster」の追加キャラクター

2012年
- Dota 2（Broodmother, Death Prophet, GLaDOS Announcer）

2013年
- Poker Night 2（GLaDOS）

2015年
- Zen Pinball 2（GLaDOS） - DLCで追加されるモードに登場
- LEGO Dimensions（GLaDOS, タレット）

2016年
- The Lab（GLaDOS）

2017年
- Bridge Constructor Portal（GLaDOS）

2020年
- Half-Life: Alyx（オーバーウォッチ）
- サイバーパンク2077（デラマン） - GLaDOSをモデルにした多重人格の1つの声を担当

#### 映画
2013年
- パシフィック・リム（ジプシー・デンジャーAI）

2018年
- パシフィック・リム: アップライジング（ジプシー・アベンジャーAI）

#### Webドラマ
2014年

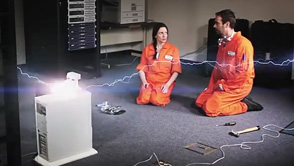
『IRrelevant Astronomy』でマクレインが声を演じるコンピュータのNOTGLaDOS（左）

- IRrelevant Astronomy（NOTGLaDOS） - エピソード「NOTGLaDOS: Fusion vs. Fission」

2017年
- Universe Unplugged（NOTGLaDOS） - エピソード「Electromagnetic Spectrum: The Musical」

2018年
- Doctor Who Road: Sketch Universe（Portal Turret） - エピソード「Costume Wizard」

#### Webアニメ
2016年
- ビーとパピーキャット（テンプボット, バーテンダー） - 4エピソード

#### その他
- 自動車保険会社「GEICO」の広告でGLaDOSの声を担当（2022年）[17]。

### 俳優

#### Webドラマ
2014年
- Wish It Inc.（Fairy Godmother） - 12エピソード

2017年
- The Gamers: The Shadow Menace（Lorraine）

2021年
- Night, Mother（Thelma）

#### 映画
2015年
- Winning Dad（Lisa Clarke）

2018年
- Sarah（Susan Barnes）

## 楽曲
「GLaDOS' Song」を除き、GLaDOSを演じる形で歌唱している。
- Still Alive（2007年） - 『Portal』エンディング曲。
- Want You Gone（2011年） - 『Portal 2』エンディング曲。
- GLaDOS' Song（2015年） - マクレインが夫のローリーと共同制作した曲で、『Portal 2』のイースターエッグ用として提供したが採用されず[2]、後の2015年にローリーのYouTubeチャンネルで公開された[23]。
- You Wouldn’t Know（2015年） - 『LEGO Dimensions』収録曲[24]。
- Count to Three（2021年） - 音楽グループ「The Chalkeaters」の曲で、マクレインがゲストボーカルとして参加している[25]。

## 受賞
| 年   | 賞                                                   | 部門                                                                                  | 作品（役名）            | 結果       | 出典   |
| ---- | ---------------------------------------------------- | ------------------------------------------------------------------------------------- | ----------------------- | ---------- | ------ |
| 2007 | D.I.C.E. Awards                                      | Outstanding Character Performance                                                     | Portal（GLaDOS）        | 受賞       | [ 3 ]  |
| 2011 | Spike Video Game Awards                              | Best Performance by a Human Female                                                    | Portal 2（GLaDOS）      | 受賞       | [ 4 ]  |
| 2012 | Behind the Voice Actors Awards                       | BTVA Video Game Voice Acting Award Best Female Vocal Performance in a Video Game      | Portal 2（GLaDOS）      | 受賞       | [ 5 ]  |
| 2012 | Behind the Voice Actors Awards                       | BTVA People's Choice Voice Acting Award Best Female Vocal Performance in a Video Game | Portal 2（GLaDOS）      | 受賞       | [ 5 ]  |
| 2018 | 48FILM Festival Award                                | Best Actress                                                                          | Sarah（Susan Barnes）   | 受賞       | [ 6 ]  |
| 2021 | Actors Awards October 2021                           | Best Duo（シェイラ・フラハンと共同）                                                  | Night, Mother（Thelma） | 受賞       | [ 26 ] |
| 2021 | New York International Film Awards November 2021     | Grand Jury Awards (Duo)（シェイラ・フラハンと共同）                                   | Night, Mother（Thelma） | ノミネート | [ 27 ] |
| 2021 | Oniros Film Awards November 2021                     | Best Acting Duo（シェイラ・フラハンと共同）                                           | Night, Mother（Thelma） | ノミネート | [ 28 ] |
| 2021 | Los Angels Film Awards November 2021                 | Best Duo（シェイラ・フラハンと共同）                                                  | Night, Mother（Thelma） | 受賞       | [ 29 ] |
| 2021 | Festigious International Film Festival November 2021 | Best Duo（シェイラ・フラハンと共同）                                                  | Night, Mother（Thelma） | 受賞       | [ 30 ] |
| 2021 | Best Actor & Director Awards                         | Best Duo（シェイラ・フラハンと共同）                                                  | Night, Mother（Thelma） | 銅         | [ 31 ] |